# Dominicaines du saint rosaire des Philippines
Ne doit pas être confondu avec Dominicaines de Sainte Catherine de Sienne des Philippines.
Les Dominicaines du saint rosaire des Philippines forment une congrégation religieuse féminine enseignante et hospitalière de droit pontifical.

## Histoire
Le 24 juillet 1925, Mgr McCloskey, évêque de Jaro (es), obtient du Saint-Siège l'approbation de fonder un beaterio à Molo, près d'Iloílo. Les époux Arroyo donnent une partie de leur fortune pour ériger le bâtiment et font construire une école gratuite à proximité du couvent. Leur fille, María Beatriz del Rosario Arroyo (1884-1957) s'installent le 18 février 1927 dans le nouveau monastère avec deux compagnes.
Les constitutions sont approuvées en 1952 par Mgr Cuenco, 1er archevêque de Jaro, qui demande aux sœurs d'enseigner dans les écoles et les paroisses. L'institut est agrégé à l'Ordre des Prêcheurs le 16 janvier 1959 et reconnu de droit pontifical le 7 octobre 1985.

## Activité et diffusion
Les sœurs se consacrent à l'enseignement, au soin des orphelins, des malades et des personnes âgées, à l'organisation de retraite spirituelle et au service dans les séminaires et les collèges religieux.
Elles sont présentes aux Philippines, en Italie, au Kenya et aux États-Unis.
La maison-mère est à Molo.
En 2017, la congrégation comptait 262 sœurs dans 41 maisons.